# Aragón Radio
Aragón Radio es la marca comercial de Radio Autonómica de Aragón S.A., ente público de Aragón englobado dentro de la Corporación Aragonesa de Radio y Televisión (CARTV).
El logotipo de la emisora consta de una "A" inclinada, de color rojo y amarillo, sobre un fondo de color azul. El mismo logo conforma también la imagen corporativa de Aragón TV y CARTV, variando solamente en el color del fondo.
Aragón Radio inició sus emisiones en pruebas el 28 de agosto de 2005, coincidiendo con la disputa del partido de Liga de Primera División entre el Atlético de Madrid y el Real Zaragoza. Las emisiones oficiales arrancaron finalmente el 1 de octubre de 2005. Desde el 9 de enero de 2012, la emisora realiza desconexiones territoriales para Zaragoza, Huesca y Teruel.
Entre los rostros más populares de la cadena destaca en la sección de Deportes el periodista Paco Ortiz Remacha, anteriormente ligado a las emisoras Cadena SER y Punto Radio.
El ente público contaba también con un segundo canal, Aragón Radio 2.com., emisora multiplataforma difundida a través de internet y TDT orientada al segmento más joven de la población. Su parrilla estaba compuesta en su totalidad por música nacional e internacional, complementándose con breves boletines informativos y espacios deportivos.

## Frecuencias
Provincia de Huesca
- Arguis: 90.0 FM
- Aragüés del Puerto: 97.0 FM
- Barbastro: 94.3 FM
- Benasque: 97.2 FM
- Bielsa: 95.0 FM
- Camporrélls: 90.8 FM
- Fiscal: 95.2 FM
- Fraga: 101.0 FM
- Jaca: 93.0 FM
- Laguarres: 99.9 FM
- Laspuña: 96.4 FM
- Montanuy: 104.4 FM
- Panticosa: 97.7 FM
- Santa Cruz de la Serós: 105.5 FM
- Urdués: 92.5 FM

 Provincia de Lérida 
- Pont de Suert: 97.6 FM

 Provincia de Teruel 
- Albalate del Arzobispo: 92.2 FM
- Albarracín: 98.6 FM
- Alcañiz: 91.1 FM
- Andorra: 93.2 FM
- Belmonte de San José: 101.7 FM
- Javalambre: 103.4 FM
- Peracense: 96.6 FM
- Teruel: 105.2 FM
- Utrillas: 97.3 FM
- Valdelinares: 91.8 FM
- Valderrobres: 98.7 FM

 Provincia de Zaragoza
- Caspe: 101.9 FM
- Daroca: 93.7 FM
- Ejea de los Caballeros: 96.7 FM
- El Frasno: 102.9 FM
- La Muela: 102.4 FM
- Mequinenza: 97.5 FM
- Sástago: 103.0 FM
- Sos del Rey Católico: 95.0 y 99.1 FM
- Tarazona: 96.8 FM
- Zaragoza: 94.9 FM